# Новак, Отто
Отто Новак (чеш. Otto Novák; 22 марта 1902 — 15 октября 1984) — чехословацкий футболист, игравший на позиции нападающего. На протяжении всей своей карьеры выступал за клуб «Виктория Жижков».
В составе сборной Чехословакии сыграл 6 матчей, забил 3 гола — участник Олимпийских игр 1924 года.

## Клубная карьера
Отто Новак начинал футбольную карьеру в клубе «Виктория Жижков», играл на позиции нападающего. В 1925 году Отто сыграл 5 матчей и забил 2 гола в первом в истории чемпионате Чехословакии.
В сезоне 1925/26 он забил 17 голов в чемпионате, став вторым после Антонина Кршиштяла лучшим бомбардиром команды. «Виктория Жижков» в том сезоне заняла 3-е место, а два года спустя выиграла свой первый национальный чемпионат. В 1928 году Отто был участником второго розыгрыша Кубка Митропы, сыграв два матча и забив один гол.
В общей сложности в чемпионате Чехословакии Новак сыграл 60 матчей и забил 49 голов.

## Сборная Чехословакии
В мае 1924 года Новак в составе сборной Чехословакии отправился на Олимпийские игры в Париж. На турнире он сыграл только один матч, дебютировав 30 мая в игре со сборной Швейцарии. Его команда не смогла выйти в четвертьфинал, уступив швейцарцам в переигровке со счётом 1:0.
Свой второй матч за сборную Отто провёл лишь два года спустя — 13 июня 1926 года против Швеции в Стокгольме. В той игре команда была сформирована практически полностью из игроков «Виктории Жижков» и трёх футболистов «Славии». Счёт в матче открыли гости — на 49-минуте свой первый гол за сборную забил Новак, а в середине второго тайма Пер Кауфельдт сравнял счёт. На 77-й минуте Отто оформил дубль, однако в концовке встречи Карл-Эрик Холмберг спас свою команду от поражения — 2:2.
За три года в сборной Новак сыграл 6 матчей и забил 3 гола.

## Достижения
«Виктория Жижков»
- Чемпион Чехословакии: 1927/28